# Укуренные в хлам
«Укуренные в хлам» (англ. Still Smokin) — американский комедийный фильм 1983 года, пятый полнометражный фильм дуэта комиков Чич и Чонг.

## Сюжет
В Нидерландах проводится кинофестиваль. Человек, который готовил его, пригласил также американских звёзд: Бёрта Рейнольдса, Долли Партон, Чича и Чонга. Однако, этот человек вскоре исчез вместе с деньгами, а большие американские звёзды не приехали, но зато прилетели Чич и Чонг. Теперь промоутер фестиваля пытается провести его, используя хотя бы их. В гостинице ничего об этом не знают и принимают Чича за мистера Бёрта, а Чонга за мистера Долли.
Дуэт участвует в пресс-конференции, осматривает Амстердам, пробуя различные местные деликатесы из конопли, посещает клуб и сауну. Попутно они придумывают номер, который можно было бы исполнить на кинофестивале. Заканчивается фильм самим фестивалем, который также посещает королева Нидерландов Беатрикс, а Чич и Чонг показывают свои номера, включая скетч про собак Ральфа и Херби.

## В ролях
- Чич Марин — Чич
- Томми Чонг — Чонг
- Ханс Мэн Велд — промоутер фестиваля
- Кароль ван Хервийнен — менеджер гостиницы
- Ширен Строкер — помощник менеджера
- Сьюзэн Хан — горничная
- Арьян Эдервен — посыльный #1
- Кеес Принс — посыльный #2
- Мэриетт Баут — официантка
- Карла ван Амстел — королева Беатрикс
- Линнея Куигли — блондинка в сауне